# سیمفروپول ۲۱۴۱
سیارک ۲۱۴۱ (به انگلیسی: 2141 Simferopol، نام‌گذاری: 1970QC1) دو هزار و صد و چهل و یکمین سیارک کشف شده‌است که در ۳۰ اوت ۱۹۷۰ کشف شد.
قدر مطلق سیارک برابر ۱۱٫۳۰ است.